# Stélios Faïtákis
Stélios Faïtákis (grec moderne : Στέλιος Φαϊτάκης ; né à Athènes en 1976 et mort le 6 octobre 2023) est un peintre grec.

## Biographie
Stélios Faïtákis naît à Athènes, en Grèce, en 1976, où il vit et travaille. Au cours de la période entre 1996 et 2003, il suit des études au sein de l'École des beaux-arts d'Athènes auprès de la professeure Réna Papaspýrou. Il commence sa carrière artistique en peignant des graffitis dans les rues d'Athènes. C'est à cette occasion qu'il s'intéresse à l'art martial japonais du Ninjutsu, ainsi qu'aux traditions mystiques et religieuses de l'Orient. En même temps, il suit des cours d'iconographie auprès de Sózos Giannoúdis, ainsi que des séminaires portant sur l'ostéopathie, le Qi gong et d'autres éléments de la médecine traditionnelle chinoise, et s'adonne systématiquement aux arts martiaux.
Il commence à s'imposer sur la scène artistique grecque à la suite de la présentation de la peinture murale intitulée Socrate buvant la ciguë (grec moderne : Ο Σωκράτης πίνει το κώνειο) à la Biennale d'Athènes en 2007. En 2011, il participe à la 54e Biennale de Venise, où il réalise une composition de taille gigantesque, intitulée Symphonie de la déception (anglais : Symphony of Deception), sur la façade du pavillon danois. L'œuvre est reconnue comme l'une des plus intéressantes de la Biennale de Venise et contribue à sa réputation à l'échelle internationale. Pour le compte de la première édition de la Biennale internationale d'art contemporain ARSENALE, qui se tient à Kiev en 2012, Faïtákis réalise une immense fresque murale d'une longueur totale de plusieurs centaines de mètres,,. Une peinture murale permanente de sa création orne le Palais de Tokyo à Paris.
Il meurt le 6 octobre 2023, à l'âge de 47 ans,.

## Son œuvre
Dans son œuvre, il combine de manière magistrale la peinture byzantine et la peinture séculière. Ses compositions sont denses et surréalistes, pleines d'allégories et de paradoxes. Ses thèmes tournent autour de la « condition humaine » : les réfugiés, les étudiants révoltés de mai 68 à Paris, les gardes épuisantes des médecins, les nouveaux prophètes.
Au sujet de son style, lui-même déclare « enraciné dans l'art byzantin, je recherche, découvre et utilise une multitude de modes de création artistique issus de différentes traditions, telles que la peinture monumentale mexicaine, l'art tibétain, l'art japonais, l'école flamande et d'autres ».